# Patrício José de Almeida e Silva
Patrício José de Almeida e Silva (1 de janeiro de 1800 — 21 de dezembro de 1847) foi um político brasileiro. Ele exerceu os cargos de senador do Império do Brasil e presidente da província do Maranhão.